# Die Docks von New York
Die Docks von New York ist der Titel eines stummen Filmdramas, das Josef von Sternberg 1928 nach einem Drehbuch, das Jules Furthman nach der Erzählung The Dock Walloper von John Monk Saunders geschrieben hatte, für die Paramount Pictures Co. inszenierte. In den Hauptrollen sind George Bancroft, Betty Compson und Olga Baclanova zu sehen.

## Handlung

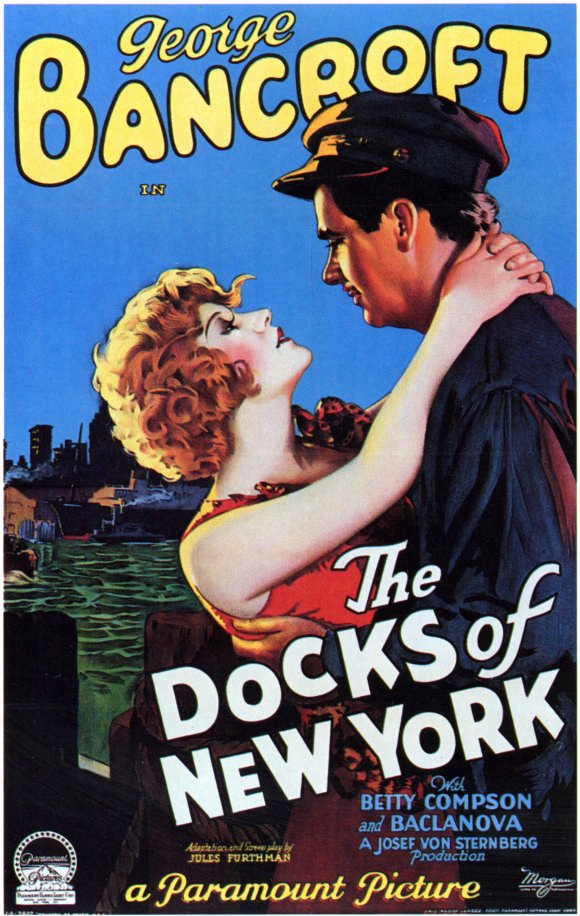
Kinoplakat der Paramount 1928

Bill, ein grober, aber gutmütiger Heizer, zieht in der einzigen Nacht, die ihm vor Abfahrt seines Dampfers für einen Landurlaub bleibt, das Tanzhallenmädchen Mae aus dem Wasser, in das es in Selbstmordabsicht gesprungen war. Er klaut für sie trockene Kleider, danach suchen sie eine Kneipe auf. Etwas später an diesem Abend diskutieren er und das gerettete Mädchen über die Liebe und kommen zu dem Schluss, dass sie ebenso gut auch heiraten könnten. „Gesangbuch-Harry“, ein selbsternannter Priester, traut sie noch im Lokal. Am nächsten Morgen geht Bill auf sein Schiff.
Bills Kumpel Andy, der Dritte Maschinist des Dampfers, ist zwar schon verheiratet, macht sich in dessen Abwesenheit aber dennoch an Mae heran. Seine eifersüchtige Frau Lou kommt dahinter und bringt ihn im Streit um. Mae wird wegen des Diebstahls der Kleider festgenommen und muss vors Schnellgericht.
Bill aber kann das Mädchen, das jetzt seine Frau ist, nicht vergessen. Er bricht einen Streit mit seinem Vorgesetzten vom Zaun und springt, als das Schiff an der Küste entlangfährt, einfach über Bord und schwimmt an Land. Vor dem Schnellrichter bekennt er sich für schuldig und geht für Mae ins Gefängnis; sie wiederum verspricht, auf ihn zu warten, bis er die Strafe abgesessen hat.

## Hintergrund
Der Film entstand in den Paramount Studios. Das Bühnenbild entwarf Hans Dreier, die Kostüme Travis Banton. Julian Johnson verfasste die Zwischentitel. An der Kamera stand Harold Rosson. Die Produktion leitete der general manager B. P. Schulberg. Der Film wurde am 16. September 1928 in New York City, New York uraufgeführt. Ein Jahr darauf kam er auch nach Europa.
In Deutschland lag der Film am 18. April 1929 der Reichsfilmzensur in einer Länge von 2223 Metern vor und wurde unter der Nummer B. 22 235 mit Jugendverbot belegt. Alternative Verleihtitel waren „Im Hafen von New York“ oder „Eine Nacht an Land“. Am 30. September 1929 wurde er in Berlin im Gloria-Palast uraufgeführt. Kapellmeister Willy Schmidt-Gentner dirigierte dazu die Illustrationsmusik.
Am 19. November 1929 hatte er in Portugal Première, am 10. März 1930 in Spanien. Er lief europaweit auch in Frankreich, Polen, Schweden, Bulgarien, Italien, Griechenland und Ungarn.

## Rezeption
„The Docks of New York“ war einer der letzten erfolgreichen Stummfilme, bevor sich das Kino dem Tonfilm zuwendete.
Der Film wurde in der New York Times am 17. Dezember 1928 rezensiert; beklagt wurde, dass er zu lang sei und ein preposterous ending habe; dennoch würden „Neun Zehntel der Zuschauer“ Gefallen an ihm finden. Gleichwohl blieben die Einspielergebnisse nach der Uraufführung in den USA hinter den Erwartungen zurück.
Der britische Filmhistoriker Kevin Brownlow bezeichnete „The Docks of New York“ 1968 als „the greatest film Von Sternberg ever made“ und das nicht ohne Grund, denn „He achieves a feeling of warmth and humanity – he seems to care about his characters...“ (The Parade's Gone By, S. 198)
Der deutsche Filmtheoretiker Klaus Wyborny macht in Sternbergs Umgang mit der Beleuchtung bei „The Docks of New York“ „die von Lichteffekten unterstützte geschmeidig-gefällige Erzählform des damaligen Hollywood-Kinos“ aus.
Seiner „kontraststarken Kameraarbeit, der die Geschlechterdynamik akzentuierenden Beleuchtungsstrategie und auch der besonders während der Apartmentszenen evidenten Silhouetten“ wegen wurde „The Docks of New York“ auch für die Retrospektive auf der Berlinale 2014 ausgewählt, die unter dem Motto The Aesthetics of Shadow stand.
„Bedrückend sind die Schatten, wenn die Matrosen auf dem Schiff Kohle schippen. Getrübt durch Nebel und Regen das Licht, als Mae am nächsten Morgen verlassen aufwacht . Die Gefühle und Lebensumstände der Charaktere werden in diesem Film besonders durch die Beleuchtung hervorgehoben. Darin versteckt sich die Beziehung der Figuren und das kalte Erwachen am nächsten Morgen, wenn nichts mehr so ist, wie zuvor.“
(Katharina Hetze)
Von der Kongressbibliothek in Washington wurde der Film 1999 als „culturally historically, or aesthetically significant“ eingestuft und ins National Film Registry aufgenommen.
Robert Israel schrieb 2010 eine neue Begleitmusik zu „The Docks of New York“. Donald Sosin begleitete die Aufführung auf dem San Francisco Silent Film Festival 2012. Bei der Vorstellung auf der Berlinale 2014 saß Maud Nelissen am Klavier.